# Cheyniana rhodella
Cheyniana rhodella är en myrtenväxtart som beskrevs av Barbara Lynette Rye och Malcolm Eric Trudgen. Cheyniana rhodella ingår i släktet Cheyniana och familjen myrtenväxter. Inga underarter finns listade i Catalogue of Life.